# 門訴
門訴（もんそ）とは、江戸時代の一揆などにおける訴願の一形態で、百姓たちが領主や代官の屋敷の門前に集結して訴えを起こすこと。時には門内に押し入って、鍬や鎌や棒による実力行使も行われた。
時には、大名や旗本の江戸屋敷にまで押し掛ける例（万石騒動など）があり、江戸幕府も1771年（明和8年）に門訴を強訴に準じるとして、首謀者は遠島とした（『御触書天明集成』48）。